# Stazione di Candiolo
La stazione di Candiolo è una stazione ferroviaria posta sulla linea Torino-Pinerolo, alla progressiva chilometrica 7+800 dal Bivio Sangone. 
È al servizio di Candiolo e delle vicine frazioni di Stupinigi di Nichelino e Garino di Vinovo.

## Storia
La stazione entrò in servizio all'attivazione della linea ferrovia Torino-Pinerolo nel luglio 1854.

## Strutture e impianti

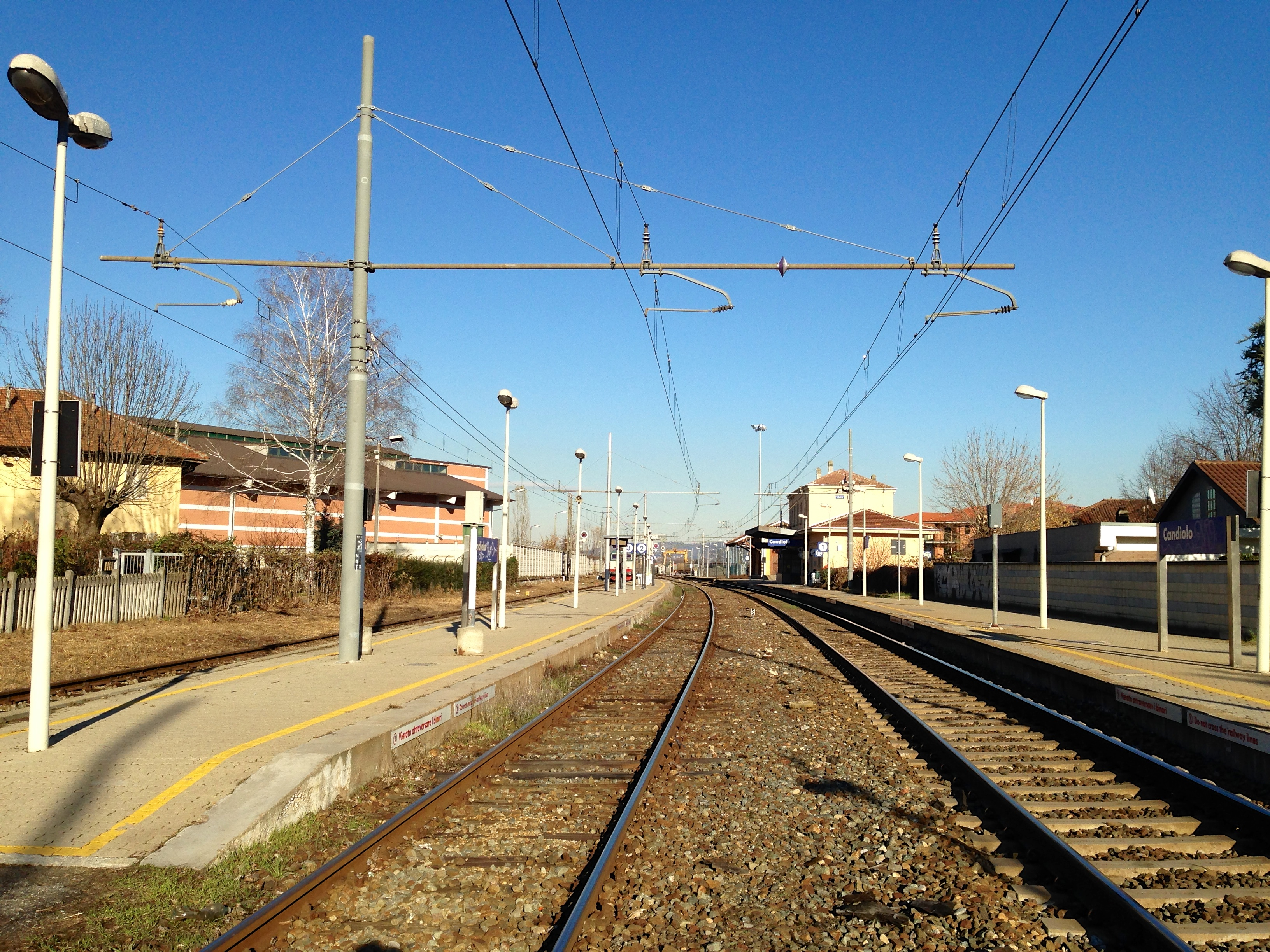
Piazzale binari della stazione

La stazione è dotata di 3 binari passanti dotati di banchina; il primo è il binario di corretto tracciato della linea mentre il 2 e il 3 sono binari a tracciato deviato, usati per incroci e precedenze. Un ulteriore binario era raccordato ai Magazzini Militari (Centro Rifornimenti di Commissariato), ma, sebbene ancora presente, risulta in disuso ed in pessimo stato di conservazione.
Alla stazione è inoltre raccordato il binario della ditta Ambrogio Trasporti, che possiede uno scalo merci per servizi logistici su ferro, a livello internazionale.

## Movimento
La stazione è servita dai convogli in servizio sulla linea 2 del Servizio Ferroviario Metropolitano di Torino (Chivasso-Pinerolo); è inoltre interessata dal traffico merci della società Ambrogio Trasporti.

## Interscambi
La stazione è servita da linee di pullman urbane, ad esempio il 35 navetta ed altre extraurbane. Vi è una navetta che collega la stazione con l'Istituto per la Ricerca e la Cura del Cancro.
In prossimità della stazione, fra il 1882 e il 1956 era possibile l'interscambio con i convogli in servizio sulla tranvia Torino-Piobesi. .

## Servizi
- Biglietteria automatica
- Sala d'attesa